# Фейт Хил
Фейт Хил (на английски: Faith Hill), родена като Одри Фейт Пери (Audrey Faith Perry), е американска певица в стил кънтри.
Наградена е с 5 награди Грами. Продала е над 40 милиона албума в световен мащаб.
Родена е на 21 септември 1967 г. в щата Мисисипи. Дебютният ѝ албум излиза през 1993 г. Омъжена е за кънтри певеца Тим Макгроу, от когото има 3 дъщери. Нееднократно фигурира в класациите на най-красивите жени в света.
Нейният албум „Breathe“ и едноименният сингъл стават най-продаваният кънтри албум и сингъл за всички времена. През 2001 г. записва „There You'll Be“ към филма „Пърл Харбър“, който ѝ носи огромен международен успех. Много успешни са и следващите албуми: Cry (2002) и Fireflies (2005) и синглите „Mississippi Girl“ и „Like We Never Loved at All“.

## Дискография
- Take Me as I Am (1993)
- It Matters to Me (1995)
- Faith (1998)
- Breathe (1999)
- Cry (2002)
- Fireflies (2005)
- Joy to the World (2008)
- The Rest of Our Life (с Tim McGraw) (2017)